# بسامد تکرار پالس
بسامد تکرار پالس (انگلیسی: Pulse repetition frequency) 
فرکانس تکرار پالس (PRF) تعداد پالس تکرار شونده یک سیگنال خاص در یک زمان واحد است که به طور معمول به صورت پالس در هر ثانیه اندازه‌گیری می‌شود. این اصطلاح در تعدادی از متن‌های تخصصی و فنی به کار می‌رود برای مثال در مبحث رادار.